# R. Madhavan
R. Madhavan (inaczej: Madhavan Ranganathan, Madhavan, Maddy, z pochodzenia Tamil (ur. 1 czerwca 1970 roku w Jamshedpur, Indie) – aktor indyjski grający w filmach w języku kannada, angielskim, tamilskim i hindi. Znany z ról w filmach Maniego Ratnama: Aayitha Ezhuthu, Całus w policzek, Guru i z Run.
Żonaty z Saritą od 1999 roku, w 2006 roku urodził się syn - Vedant. Mieszka z rodziną, rodzicami i teściami w Ćennaj (Madras).

## Filmografia
| Rok  | Film                     | Rola              | Język                 | Uwagi                                                                                            |
| ---- | ------------------------ | ----------------- | --------------------- | ------------------------------------------------------------------------------------------------ |
| 1997 | Inferno                  | Ravi              | angielski             |                                                                                                  |
| 1999 | Shanti Shanti Shanti     | Siddharth         | kannada               |                                                                                                  |
| 2000 | Alaipayuthey             | Karthik           | język tamilski        | Nagroda Filmfare za Najlepszy Debiut (Tamilski)                                                  |
| 2000 | Ennavale                 | James Vasanth     | tamilski              |                                                                                                  |
| 2001 | Minnale                  | Rajesh            | tamilski              |                                                                                                  |
| 2001 | Dumm Dumm Dumm           | Aditya            | tamilski              |                                                                                                  |
| 2001 | Parthale Paravasam       | Madhava           | tamilski              |                                                                                                  |
| 2001 | Rehna Hai Tere Dil Mein  | Madhav Shastri    | hindi                 | nominacja Nagrody Zee Cine za Najlepszy Debiut nominacja Nagrody Star Screen za Najlepszy Debiut |
| 2002 | Całus w policzek         | Thiruchelvan      | tamilski              |                                                                                                  |
| 2002 | Run                      | Siva              | tamilski              |                                                                                                  |
| 2002 | Dil Vil Pyar Vyar        | Krish             | hindi                 |                                                                                                  |
| 2003 | Anbe Sivam               | Anbarasu          | tamilski              | Nagroda Filmfare dla Najlepszego Aktora Drugoplanowego (tamilski)                                |
| 2003 | Nala Damayanthi          | Ramji             | tamilski              |                                                                                                  |
| 2003 | Lesa Lesa                | Deva Narayanan    | tamilski              | gościnnie                                                                                        |
| 2003 | Priyamana Thozhi         | Ashok             | tamilski              |                                                                                                  |
| 2003 | Jay Jay                  | Jegan             | tamilski              |                                                                                                  |
| 2004 | Nothing But Life         | Thomas Roberts    | angielski             |                                                                                                  |
| 2004 | Aethiree                 | Subramani         | tamilski              |                                                                                                  |
| 2004 | Aayitha Ezhuthu          | Inba Shekar       | tamilski              | Nagroda Filmfare dla Najlepszego Aktora (tamilski)                                               |
| 2005 | Priyasakhi               | Sandhana Krishnan | tamilski              |                                                                                                  |
| 2005 | Ramji Londonwaley        | Ramji Tiwari      | hindi                 | także scenarzysta                                                                                |
| 2006 | Kolor szafranu           | Ajay Rathod       | hindi                 | gościnnie                                                                                        |
| 2006 | Thambi                   | Thambi Thodaiman  | tamilski              |                                                                                                  |
| 2006 | Rendu                    | Sakthi/Kannan     | tamilski              |                                                                                                  |
| 2007 | Guru                     | Shyam Saxena      | hindi                 |                                                                                                  |
| 2007 | Delhi Heights            | R. Madhavan       | Hindi                 | krótki występ                                                                                    |
| 2007 | Aarya                    | Aarya             | tamilski              |                                                                                                  |
| 2007 | Evano Oruvan             | Sridhar Vasudevan | tamilski              | także jako producent i scenarzysta                                                               |
| 2008 | Vaazhthugal              | Kathiravan        | tamilski              |                                                                                                  |
| 2008 | Yavarum Nalam            |                   | Tamil Hindi           | premiera w maju 2008 równolegle w hindi pt. 13-B Mein Sab Khairiyat Hain                         |
| 2008 | Yeh Hai Mumbai Meri Jaan |                   | hindi                 | premiera w czerwcu 2008                                                                          |
| 2008 | Sunglass                 |                   | Hindi język bengalski | premiera w lipcu 2008 równolegle w bengalskim pt., Sunglass                                      |
| 2008 | Leelai                   |                   | Tamil telugu          | w produkcji równolegle w telugu pt. Adi Oka Idhi Le                                              |
| 2008 | Endrendrum Punnagai      |                   | Tamilski              | w produkcji                                                                                      |